# Gaiares
Gaiares (ガイアレス?, Gaiaresu) è un videogioco sparatutto sviluppato da Nihon Telenet e pubblicato nel 1990 da Renovation per Sega Mega Drive.
Il titolo del gioco è ottenuto dalla combinazione di Gaia (Terra) e less (レス?, resu) (senza).

## Modalità di gioco
Gaiares è uno sparatutto a scorrimento orizzontale simile a Gradius e R-Type in cui bisogna affrontare otto boss al termine di altrettanti livelli di gioco.